# Departamento de Victoria
| Departamento de Victoria  | Departamento de Victoria                        |
| ------------------------- | ----------------------------------------------- |
| Cabecera:                 | Victoria                                        |
| Superficie:               | km²                                             |
| Habitantes:               | hab                                             |
| Densidad:                 | hab/km²                                         |
| Comunas/ Subdelegaciones: | - Victoria - Curacautín - Perquenco - Lonquimay |
| Ubicación                 |                                                 |
|                           |                                                 |

El Departamento de Victoria es una antigua división territorial de Chile, que pertenecía a la antigua provincia de Cautín. Su cabecera fue Victoria. De acuerdo al DFL 8582, el departamento de Victoria estará formado:
- por el territorio del antiguo departamento de Mariluán,
- por la antigua subdelegación 4.a Lonquimay†, del antiguo departamento de Llaima, y
- por la parte de la antigua subdelegación 4.a Perquenco, del antiguo departamento de Traiguén, que está situada al este de la siguiente línea: el deslinde Oriental de las antiguas hijuelas 782, 1219 y 1224, desde el río Quino hasta el río Perquenco, y el río Perquenco, desde el deslinde Oriental de la antigua hijuela 1224 hasta su desembocadura en el río Quillén;

El Departamento de Victoria, luego integra la restituida provincia de Malleco.
Finalmente, el Departamento de Victoria fue suprimido en la década de 1970, con la implementación de la Nueva División Político Administrativa.

## Límites
El Departamento de Victoria limitaba:
- al norte con el Departamento de Angol y el Departamento de Mulchén
- al oeste con el Departamento de Traiguén.
- al sur con el Departamento de Lautaro.
- Al este con la Cordillera de Los Andes.

Con la restitución de la antigua provincia de Malleco, se modifica a:
- al norte con el Departamento de Collipulli y el Departamento de Mulchén. Luego pasa a ser el Departamento de Collipulli.
- al oeste con el Departamento de Traiguén.
- al sur con el Departamento de Lautaro.
- Al este con el Departamento de Curacautín.

## Administración
La administración estaba en Victoria, en donde se encontraba la Gobernación Departamental de Victoria. Forma parte de la Vigésima Agrupación Departamental: Angol, Collipulli, Traiguén y Victoria, a la que se suma a Curacautín a fines de la década de 1940.

## Comunas y Subdelegaciones (1927)
De acuerdo al DFL 8583, el departamento estaba compuesto por las comunas y subdelegaciones con el siguiente territorio: 
- Victoria, que comprende las antiguas subdelegaciones 1.a Chicauco, 2.a Curamávida, 3.a Dumo, 4.a Quino, 5.a Tolhuaca y 6.a Huillinlebu.
- Curacautín, que comprende la antigua subdelegación 7.a Curacautín.
- Perquenco, que comprende la parte de la antigua subdelegación 4.a Perquenco, del antiguo departamento de Traiguén, que queda comprendida dentro de los límites del departamento de Victoria.
- Lonquimay, que comprende la antigua subdelegación 4.a Lonquimay† del antiguo departamento de Llaima.

Luego, se crea el nuevo Departamento de Curacautín, con las comunas-subdelegaciones de Curacautín y Lonquimay.

## Nota
† En el DFL 8582 y 8583 aparece subdelegación 6a Lonquimay, sin embargo en la Ley de creación del Departamento de Llaima, se nombra como Subdelegación 4a, Lonquimai. Se asume que esta denominación es la correcta, ya que en los DFL no aparece mencionado cuáles son las subdelegaciones 4a y 5a.